# Microthrissa moeruensis
Microthrissa moeruensis és una espècie de peix pertanyent a la família dels clupeids.

## Descripció
- Pot arribar a fer 3,5 cm de llargària màxima.
- Cos esvelt.
- 12-18 radis tous a l'aleta dorsal i 16-18 a l'anal.[3][4]

## Hàbitat
És un peix d'aigua dolça, pelàgic i de clima tropical (6°S-10°S).

## Distribució geogràfica
Es troba a Àfrica: és un endemisme del llac Mweru (Zàmbia i la República Democràtica del Congo).

## Observacions
És inofensiu per als humans.